# 1879 en baseball
Chronologie du baseball
Baseball en 1878 - Baseball en 1879 - Baseball en 1880
Les faits marquants de l'année 1879 en Baseball

## Champions

### Ligue nationale
- 26 septembre : quatrième édition aux États-Unis du championnat de baseball de la Ligue nationale. Les Providence Grays s’imposent avec 59 victoires et 25 défaites[1].

| Ligue nationale |                         |      |      |        |      |
| Rang            | Club                    | Vic. | Déf. | % vic. | GB   |
| 1er             | Providence Grays        | 59   | 25   | .702   | --   |
| 2e              | Boston Red Caps         | 54   | 30   | .643   | 5    |
| 3e              | Buffalo Bisons          | 46   | 32   | .590   | 10   |
| 4e              | Chicago White Stockings | 46   | 33   | .582   | 10.5 |
| 5e              | Cincinnati Reds         | 43   | 37   | .537   | 14   |
| 6e              | Cleveland Blues         | 27   | 55   | .329   | 31   |
| 7e              | Syracuse Stars          | 22   | 48   | .314   | 30   |
| 8e              | Troy Trojans            | 19   | 56   | .253   | 35.5 |

### Autres compétitions
- Janvier : sous la conduite du manager Esteban Bellan, le Habana Base Ball Club remporte le premier championnat de Cuba en signant quatre victoires pour aucune défaite danus une compétition impliquant trois équipes[2].
- 13 octobre : Albany Blue Stockings remporte le titre de la National Association.
- Northwest League : Dubuque Rabbits

## Événements
- 18 février à la suite du retrait des clubs canadiens, l’International Association de baseball devient la National Association.
- 1er avril : fondation aux États-Unis de la Northwestern League par quatre formations : Davenport‚ Omaha‚ Dubuque et Rockford.

## Naissances
- 11 janvier : Harry McIntire
- 12 janvier : Hank Olmsted
- 12 janvier : Gary Wilson
- 24 janvier : Dave Brain
- 14 février : Tim Jordan
- 18 février : Louis Leroy
- 13 mars : Mal Eason
- 27 mars : Miller Huggins
- 9 avril : Doc White
- 13 avril : Jake Stahl
- 29 avril : Noodles Hahn
- 20 mai : Jake Thielman
- 11 juin : Roger Bresnahan
- 12 juin : Red Dooin
- 20 juin : Jim Delahanty
- 14 juin : Fred Burchell
- 29 juillet : Earl Moore
- 7 septembre : Hooks Wiltse
- 17 septembre : Rube Foster
- 4 octobre : Bob Rhoads
- 16 octobre : Art Devlin
- 28 octobre : Frank Smith
- 8 décembre : Jimmy Austin
- 8 décembre : Jack Thoney
- 12 décembre : Mike Mitchell
- 20 décembre : Doc Moskiman
- 23 décembre : Frank Owen
- 31 décembre : Fred Beebe